# Anna Goerova
Anna Vasiljevna Goerova (Russisch: Анна Васильевна Гурова; 29 april 1981) is een Russische sprintster, die gespecialiseerd is in de 100 m en de 60 m. 

## Biografie
Goerova nam in 2010 deel aan de Europese kampioenschappen. Op de 100 m eindigde ze op een zesde plaats.  Eerder dat jaar was ze voor het eerst Russisch kampioene op de 100 m geworden. 

## Titels
- Russisch kampioene 100 m - 2010

## Persoonlijke records
Outdoor
| Afstand | Prestatie | Datum       | Plaats |
| ------- | --------- | ----------- | ------ |
| 100 m   | 11,24 s   | 27 mei 2010 | Sotsji |

Indoor
| Afstand | Prestatie | Datum           | Plaats |
| ------- | --------- | --------------- | ------ |
| 60 m    | 7,35 s    | 8 februari 2008 | Moskou |
| 200 m   | 23,84 s   | 9 februari 2008 | Moskou |

## Palmares

### 100 m
- 2010: 6e EK - 11,36 s